# ヴィンフリート・フォクト
ヴィンフリート・フォクト（Winfried Vogt、1945年3月13日 - 1989年5月18日）は、ドイツのレーシングドライバー。

## 経歴
1968年にヒルクライムドライバーとしてデビュー。1978年にドイツレーシングカー選手権に参戦するまで10年間活躍し、1973年にドイツヒルクライムチャンピオンに輝いている。
ドイツレーシングカー選手権では思うような結果を残すことが出来なかったが、1984年にスタートした旧ドイツツーリングカー選手権では、チーム・リンダーからBMWで参戦。フォルカー・ストレイチェック、オラフ・マンタイ、ハラルド・グロースに次ぐ4位であり、2勝をあげた。翌年も引き続きリンダーからの参戦だったが、ランキングは10位と後退してしまった。但し、同年も1勝を記録している。その後は世界ツーリングカー選手権にBMWのワークスドライバーとして出場。ル・マン24時間レースなどに参戦するドライバーで起業家でもあるマーク・サッチャーとF1ドライバーのクリスチャン・ダナーとコンビを組んだ。また、ヨーロッパツーリングカー選手権にも参戦。シリーズチャンピオンを獲得している。
1989年5月に癌の悪化により44歳で死去した。